# Thunderbird (Rakete)
Die Thunderbird war eine landbasierte Flugabwehrrakete aus dem Vereinigten Königreich. Sie war die erste Flugabwehrrakete der Streitkräfte des Vereinigten Königreichs.

## Entwicklung
Der Ursprung der Thunderbird liegt im Projekt Brakemine während des Zweiten Weltkriegs. Im Rahmen dieses Projekts wurden verschiedene Möglichkeiten zur Entwicklung von Flugabwehrraketen untersucht. Nach dem Ende des Zweiten Weltkrieges wurde die Idee mit dem Projekt Red Heathen weiterverfolgt. Im Jahr 1949 begann ein Konsortium aus verschiedenen Firmen mit der Entwicklung der Thunderbird unter dem Namen Red Shoes. Hauptauftragnehmer war dabei die British Aircraft Corporation. Der erste Entwurf war mit einem Napier-Flüssigtreibstoff-Raketentriebwerk ausgerüstet. Die Streitkräfte des Vereinigten Königreichs bestanden jedoch auf der Verwendung eines Feststoffmotors, so dass der Flugkörper nochmals umgebaut werden musste. Die Raketentests erfolgten ab 1950 auf dem Woomera-Testgelände in Australien. Dort konnte 1956 bei einem Test erstmals eine Jindivik-Zieldarstellungsdrohne mit einer Thunderbird getroffen werden. Die ersten Systeme wurden Mitte 1958 für Truppenversuche an die Streitkräfte des Vereinigten Königreichs ausgeliefert. Im Jahr 1959 war das erste Thunderbird-Regiment operationell.

## Technik

### Radaranlagen
Thunderbird 1 verwendete das Feuerleitradar Sting Ray. Dieses Radar von British Thomson-Houston arbeitete nach dem Monopulsverfahren mit einer Frequenz von 4–10 GHz. Mit der Thunderbird 2 kam das Feuerleitradar Type 86 Indigo Corkscrew von Ferranti zum Einsatz. Dieses war ein Dauerstrichradar, arbeitete im X-Band und hatte eine Reichweite von 185 km. Das Radar wurde unter der Bezeichnung Green Flax sowie Ferranti Firelight exportiert und kam auch mit der Bristol Bloodhound zum Einsatz.
Zur Luftraumüberwachung kam das Suchradar S303 Green Ginger (Type 88) zum Einsatz. Dieses wurde von der Marconi Company produziert und wurde von der Truppe wegen seines Aussehens auch Big Ears genannt. Die mittlere Sendeleistung lag bei 750 Kilowatt und die maximale Sendeleistung betrug 2.000 Kilowatt. Das Radar arbeitete im L- und S-Band und hatte eine Reichweite von rund 200 km.
Als Höhensuchradar kam das S404 Noddy-Radar zum Einsatz. Dieses Radar wurde auch als Type 89 Yellow River bezeichnet und sendete auf einer Frequenz von 3 GHz.
Neben den Radargeräten kam ein zentraler Regiments-Feuerleitstand mit der Bezeichnung No 10 zum Einsatz. Von hier aus führten die Bediener den Feuerkampf.

### Lenkwaffe

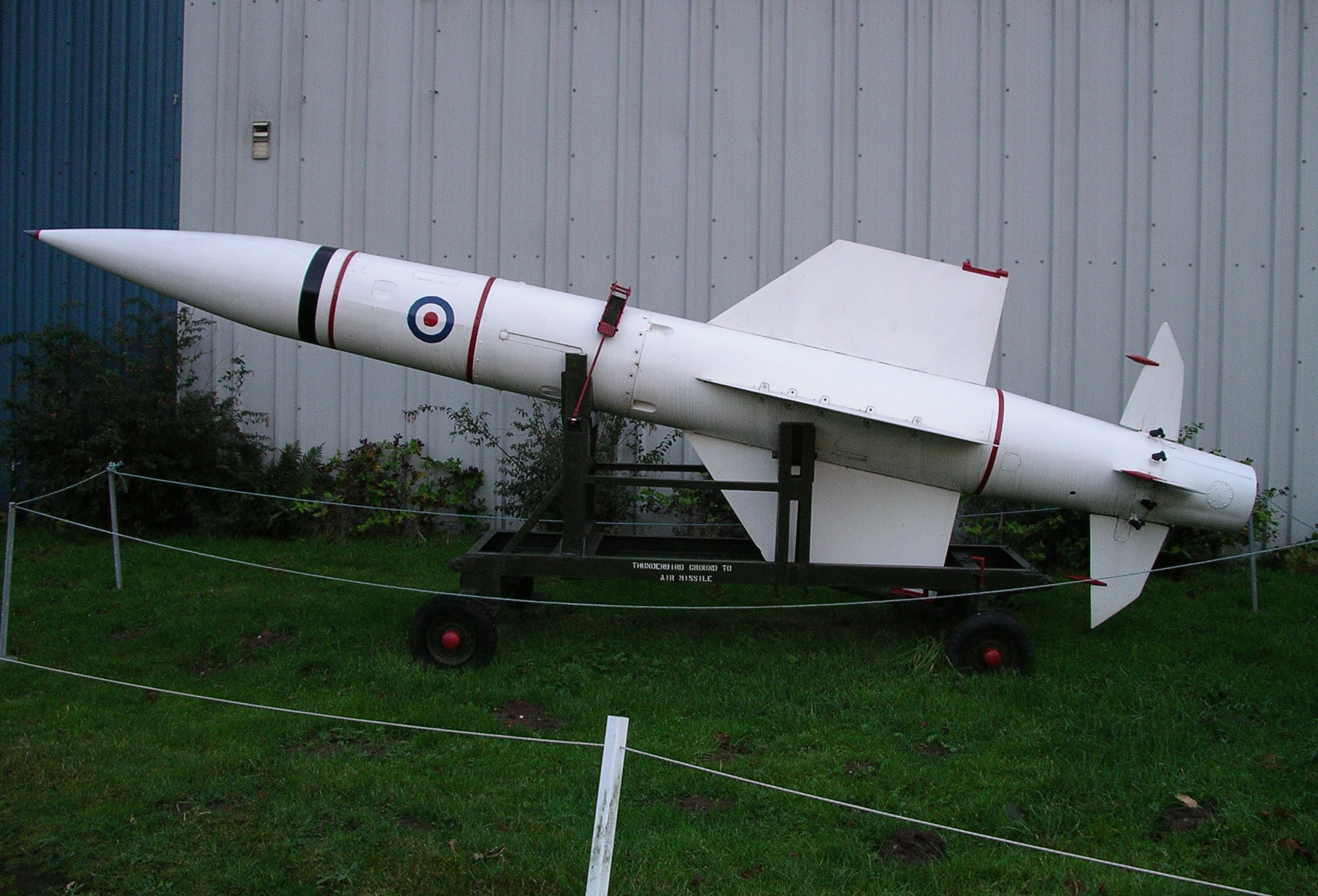
Eine Thunderbird 1-Lenkwaffe ohne Raketenbooster

Die Thunderbird-Lenkwaffen hatten einen schlanken, zylinderförmigen Rumpf. Dieser bestand zu großen Teilen aus Leichtmetall und war in vier Sektionen aufgeteilt: Hinter der ogiven Lenkwaffenspitze befanden sich die Radarantenne des Suchkopfs, das Steuerungssystem sowie die Gyroskope für das Trägheitsnavigationssystem. Dahinter folgten der Continuous-Rod-Gefechtskopf und der Radar-Annäherungszünder. Anschließend war das Albatross-Feststoffraketentriebwerk von IMI plc untergebracht. Dieses hatte eine Länge von 2,3 m und eine Brenndauer von 60–65 Sekunden (je nach Version). Zuhinterst im Heck befand sich die Brennkammer. Neben der Düse waren der Gasgenerator und der Stromwender für die Elektrizitätsversorgung untergebracht. Ebenso befanden sich dort die Aktuatoren für die vier Steuerflächen. Weiter waren etwa auf mittlerer Rumpflänge vier große, trapezförmige Stabilisierungsflächen mit einer Pfeilung von rund 45° montiert. Seitlich am Rumpf waren vier Booster angebracht. Die Thunderbird 1 verwendete die Bristol-Aerojet Gosling 3-Raketenbooster. Diese waren 3,66 m lang, hatten einen Durchmesser von 250 mm, enthielten 204 kg Raketentreibstoff und hatten eine Brenndauer von 3,1 Sekunden. Bei der verbesserten Thunderbird 2 kamen die Bristol-Aerojet Gosling 4-Raketenbooster zur Anwendung. Diese hatten einen Durchmesser von 260 mm, enthielten 250 kg Raketentreibstoff und hatten eine Brenndauer von 3,15 Sekunden. Dabei entwickelten sie einen Schub von jeweils 123,7 kN. An jedem dieser Booster war eine weitere Stabilisierungsfläche in Form eines umkehrten Trapezes montiert.

## Varianten

### Thunderbird 1
Die Thunderbird 1 war die erste Serienversion und war im Jahr 1959 einsatzbereit. Sie verwendete ein Monopulsradar. Der horizontale Kampfbereich lag bei etwa 60 km bei einem vertikalen Einsatzbereich von 1.000–15.200 m.

### Thunderbird 2
Die Thunderbird 2 wurde in den Jahren 1956 bis 1963 entwickelt. Mit dem neuen Dauerstrichradar konnte die Trefferwartung und Störfestigkeit gegen Elektronische Gegenmaßnahmen deutlich erhöht werden. Die Raketen waren mit einem verbesserten Feststoffraketentriebwerk sowie vier leistungsstärkeren Raketenboostern ausgerüstet. Diese verbesserten die maximale Geschwindigkeit und die Reichweite. Der horizontale Kampfbereich lag bei maximal 75 km bei einem vertikalen Einsatzbereich von 50–20.000 m. Es konnten Flugziele mit einer maximalen Fluggeschwindigkeit von bis zu Mach 2,0 bekämpft werden. Daneben wurde auch die Mobilität der Thunderbird-Einheiten verbessert. So konnte die Thunderbird 2 z. B. mit dem Frachtflugzeug Armstrong Whitworth Argosy transportiert werden.

## Einsatzkonzept

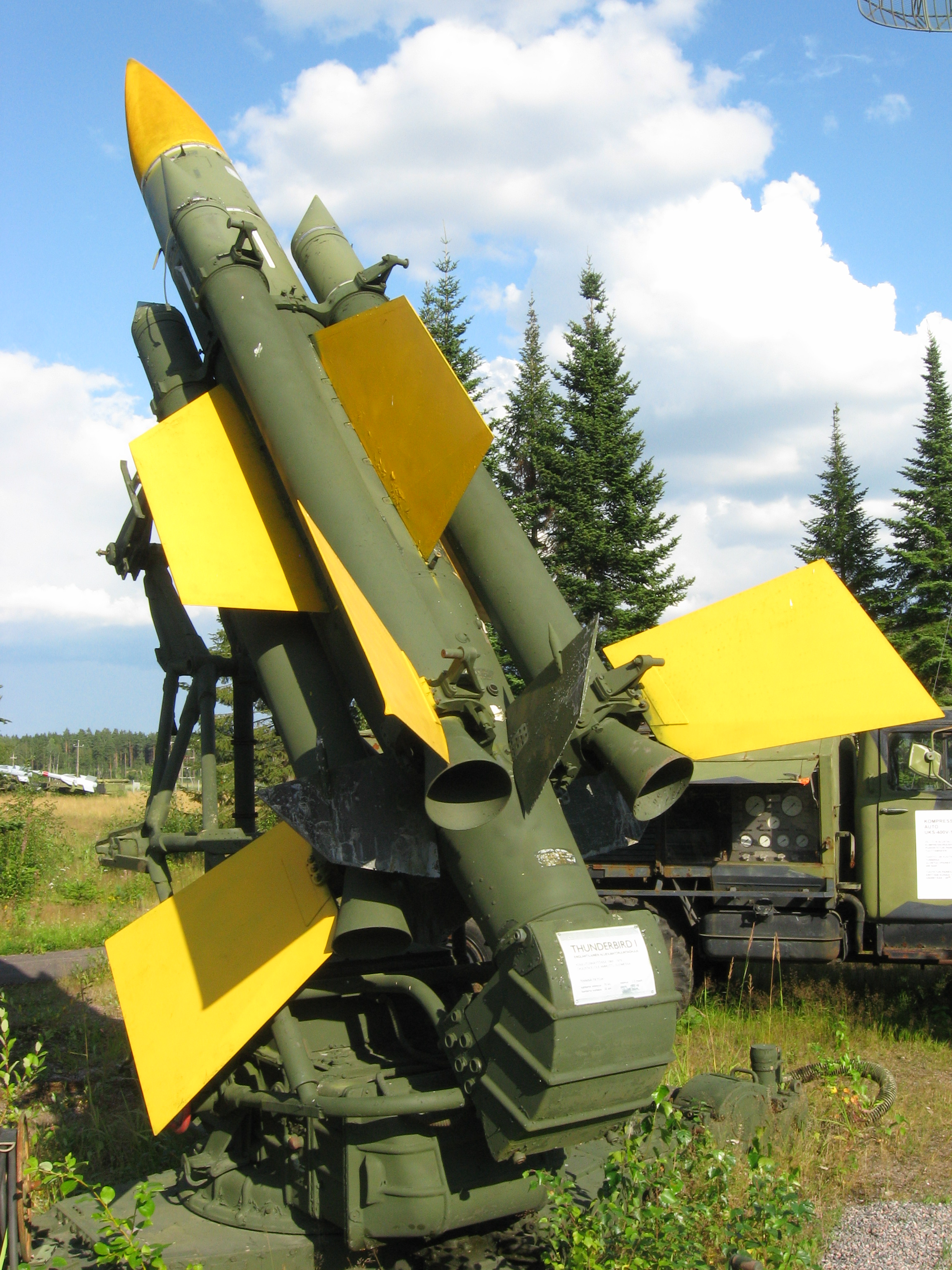
Eine Thunderbird-1-Lenkwaffe in einem Museum in Tuusula, Finnland

Die Thunderbird wurde zur Bekämpfung von Kampfflugzeugen und Bombern entwickelt. Dabei konnten die Ziele bei jedem Wetter sowie bei Tag und Nacht bekämpft werden. Ein Thunderbird-Regiment bestand aus einer Stabsbatterie, einer Versorgungsbatterie sowie 3–6 Raketenbatterien. Die Stabsbatterie beinhaltete einen Feuerleitstand sowie ein Suchradar und ein Höhensuchradar. Eine Raketenbatterie bestand aus einem Feuerleitradar und drei Mark VI-Startrampen für die Thunderbird-Lenkwaffen. Sämtliche Thunderbird-Komponenten waren auf Anhängern installiert und verlegbar. Ein Thunderbird-Regiment benötigte dazu rund 250 Fahrzeuge. Nachdem die Feuerstellung vorgängig rekognosziert und vermessen worden war, konnten die Lastkraftwagen mit den Anhängern in den Stellungsraum fahren. Dort wurden alle nötigen Komponenten abgeladen und die Startrampen mit den Lenkwaffen beladen. Ebenso wurden die Radaranlagen in Betrieb genommen und eingerichtet. Das Herstellen der Einsatzbereitschaft in vorbereiteten Feuerstellungen dauerte rund 2,5 Stunden. War die Thunderbird in Stellung und feuerbereit, konnte das System von wenigen Soldaten betrieben werden.
Luftziele wurden in der Regel auf Stufe Regiment mit den Such- und Höhensuchradars detektiert und im Feuerleitstand begleitet. Von dort wurden die einzelnen Ziele an die Raketenbatterien übergeben. Dort wurde das Ziel mit dem Feuerleitradar kontinuierlich verfolgt. Kam das Ziel in den Wirkungsbereich der Raketenbatterie, wurden die Mark VI-Startrampen auf die Bedrohungsachse geschwenkt und die Raketen gestartet. Eine Thunderbird 1-Batterie konnte zeitgleich nur eine Lenkwaffe gegen ein Ziel einsetzen. Mit der verbesserten Thunderbird 2 konnten zeitgleich mehrere Lenkwaffen gegen ein einzelnes Ziel gestartet werden. Beim Raketenstart zündeten sowohl das Raketentriebwerk wie auch die vier Raketenbooster. Nach dem Ausbrennen der Booster hatte die Lenkwaffe eine Geschwindigkeit von rund Mach 1,8–2,2 erreicht (je nach Version) und die Booster wurden abgesprengt. Die Lenkwaffe beschleunigte weiter auf die Marschfluggeschwindigkeit und wurde mittels Funkkommandos an das Ziel herangeführt. Dabei hielt sich die Lenkwaffe mit dem Trägheitsnavigationssystem auf der korrekten Flugbahn. Für den Zielanflug wurden der raketeneigene halbaktive Radarsuchkopf und der Radar-Näherungszünder aktiviert. Der Zielanflug erfolgte nach dem Prinzip der Proportionalnavigation. Kam das Flugziel in den Ansprechradius des Näherungszünders, wurde der Gefechtskopf gezündet. Bei einem Direkttreffer wurde der Sprengkopf durch den Aufschlagzünder ausgelöst. Wurde das Ziel verfehlt, so zerstörte sich die Lenkwaffe nach einer bestimmten Flugzeit durch Selbstzerlegung.

## Verbreitung
Die Thunderbird war bei dem 36th und 37th Heavy Air Defence Regiment der Royal Artillery sowie bei der Britischen Rheinarmee im Einsatz. Als einziger Exportkunde konnte Saudi-Arabien gewonnen werden. Geplante Exporte nach Frankreich, Libyen und Sambia kamen nicht zustande. Im Jahr 1977 wurde die letzte Thunderbird außer Dienst gestellt und durch die Rapier ersetzt.
- Finnland – zu Testzwecken aus britischen Beständen beschafft.[7]
- Saudi-Arabien – 1 Regiment mit 37 Raketen aus britischen Beständen.[7]
- Vereinigtes Königreich